# Lejli a Medžnun (opera)
Lejli a Medžnun (v ázerbájdžánském originále Leyli və Məcnun, لیلی و مجنون‎) je opera o pěti (někdy též čtyřech) dějstvích a šesti obrazech ázerbájdžánského skladatele Uzeira Abdula Husejn-oglyho Hadžibekova (Hadžibejliho) na libreto, které napsal sám se svým bratrem Džejhunem podle stejnojmenné tragédie básníka Muhammada Füzuliho z 16. století. Tato klasická látka o nešťastné lásce je populární po celém Blízkém východě a v Jižní a Střední Asii.
Opera Lejli a Medžnun položila základ syntézy soudobých prostředků hudebního vývoje a svébytných rysů ázerbájdžánského národního lidového umění. Protože jejím podkladem je bohatý folklórní materiál (především mugamy a lyrické písně), stala se tato opera prvním pokusem o spojení staletých lidových hudebních tradic s obecně sdílenými formami hudebního umění. Tímto způsobem vznikl nový žánr takzvané mugamové opery kombinující hudbu fixovanou notovým zápisem – totiž pro sbory a evropské hudební nástroje – se sólistickou improvizací pro vokály a tradiční východní hudební nástroje (mugamem).
Opera byla napsána roku 1907 a premiéru měla podle juliánského kalendáře 12. ledna, tj. 25. ledna podle gregoriánského kalendáře, roku 1908 v Baku v Dramatickém divadle Hadžiho Zejnalabdiny Tagijeva, provedla ji tam divadelní společnost Nidšat.
Hadžibekova Lejli a Medžnun je považována nejen za první ázerbájdžánskou operu a „perlu ázerbájdžánské kultury“, ale i za první operu v celém muslimském světě vůbec.

## Historie opery

### Vznik a první provedení

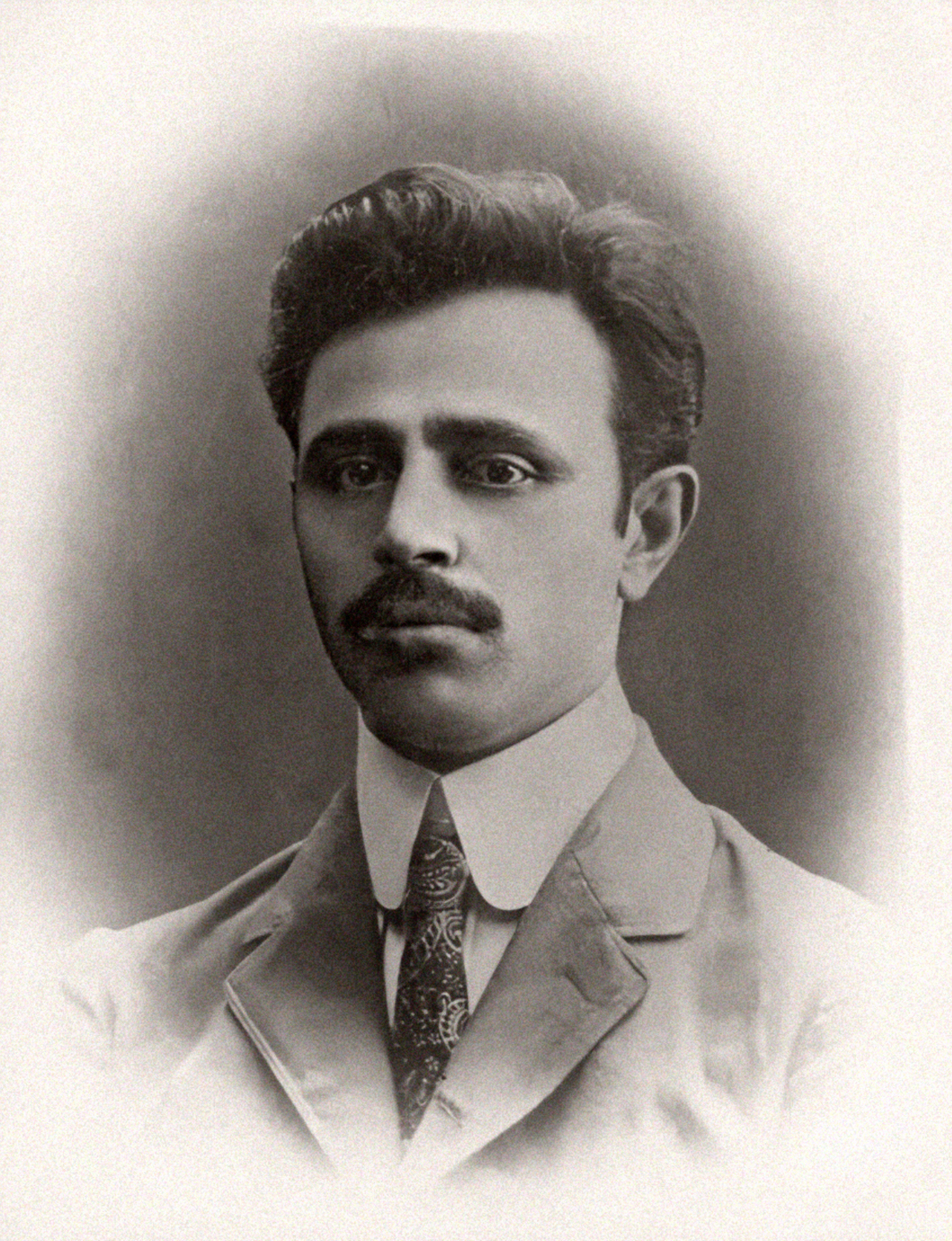
Autor opery Uzeir Hadžibekov v roce 1908

Jak později vzpomínal autor opery Uzeir Hadžibekov, učinilo na něj v dětství hluboký dojem představení kusu Medžnun u hrobu Lejli v podání nestora ázerbájdžánského hudebního divadla Abdurrahima-beka Achverdijeva (1870–1933), které se konalo na konci 19. století ve skladatelově rodném městě Šuša. Úlohu Medžnuna hrál tehdy známý chanende (tj. lidový pěvec) Džabbar Karjagdyogly (1861–1944) a Uzeir, tehdy právě třináctiletý, zpíval v chlapeckém sboru doprovázejícím pěvce. Partie postav představovaly vlastně mugamové improvizace prováděné na text odpovídajících úseků Füzuliho básně a dění na jevišti bylo komentováno pomocí nevelkých sborových fragmentů (tesnifů) týchž mugamů. Později ve svých vzpomínkách Hadžibekov napsal, že toto představení šušovských ochotníků mělo velký význam pro jeho rozhodnutí napsat první ázerbájdžánskou operu. Napsal:
| „                  | Přibližně v letech 1897–1898... jsem poprvé viděl v rodném městě Šuše na ochotnickém představení scénku Medžnun u hrobu Lejli; ten obraz mne tak hluboce zasáhl, že... jsem se rozhodl napsat něco na způsob opery. | “ |
| — Uzeir Hadžibekov | |   |

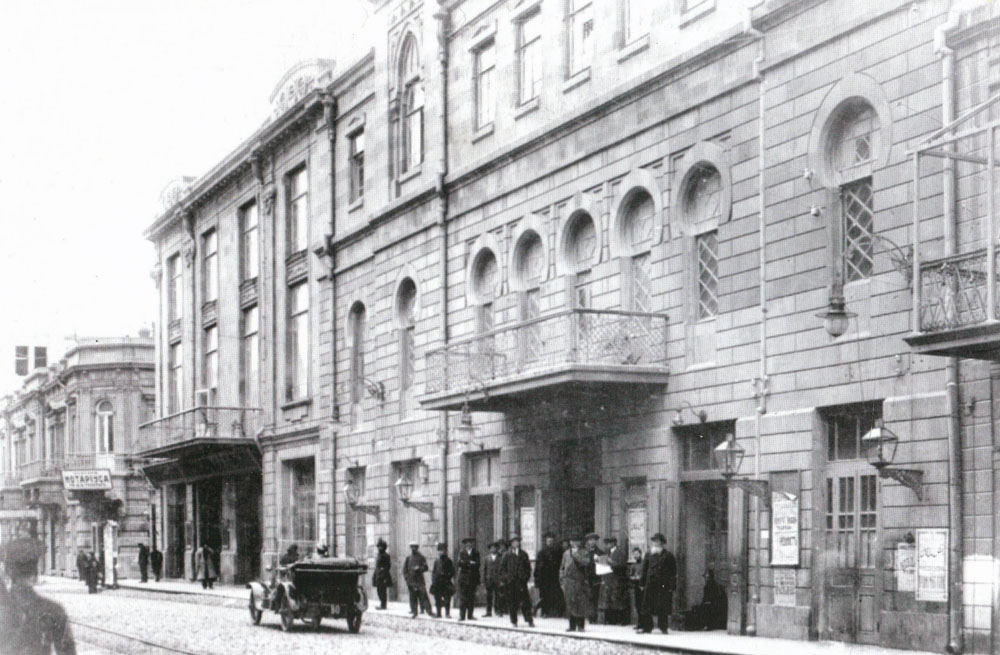
Budova divadla H. Z. A. Tagijeva na počátku 20. století. Právě zde se 4. (25.) ledna 1908 konala premiéra opery.

Myšlenka napsat operu, která by využívala téma z ázerbájdžánské literatury, napadla Hadžibekova v době, kdy studoval na Zakavkazském učitelském semináři v Gori. V Tbilisi viděl Rossiniho operu Lazebník sevillský a nadchla jej.
Už v roce 1907 napsal tehdy dvaadvacetiletý Uzeil Hadžibekov operu Lejli a Medžnun. Její libreto napsal se svým šestnáctiletým bratrem Džejhunem (1891–1962). Zkoušky se konaly v pokoji Hadžibekových v hostinci Ismailia. V posledních dnech roku 1907 se pak zkoušky na návrh blízkého přítele Hadžibekových Imrana Kasumova (prvního představitele Lejlina otce) konaly v jeho prostorném bytě.
První představení opery Lejli a Medžnun, pořádané divadelní sekcí muslimského osvětového spolku Nidžat, se konalo 25. (podle juliánského kalendáře 4.) ledna 1908 v prostorách divadla ázerbájdžánského ropného podnikatele Hadžiho Zejnalabdiny Tagijeva (1823–1924) v Baku. Režisérem premiéry byl Husejn Arablinskij, dirigoval Abdurrahim-bek Achverdijev, titulní úlohy zpívali Husejnkuli Sarabskij a Abdurrachman Faradžev, sólo na taru hráli Kurban Pirimov a Širin Achundov. Choreografem byl Bachram Vezirov, nápovědou А. Rzajev a odpovědným pořadatelem Bala-bek Ašurbekov (otec historičky Sary Ašurbejli). Sám Uzeir Hadžibekov hrál v orchestru na housle.

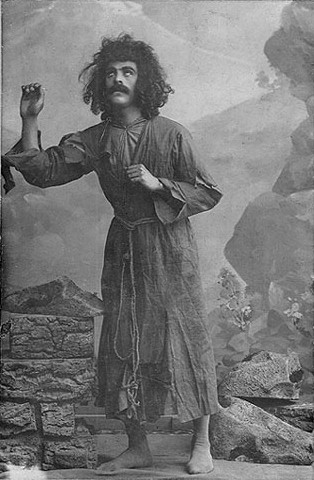
Husejnkuli Sarabskij v roli Medžnuna v roce 1909

Premiéra se neobešla bez potíží. Tak se dvě hodiny před začátkem ukázalo, že dva houslisté nedorazí. Hadžibekov musel přepsat část hudby určené pro housle a sám sestoupit do orchestřiště, aby hrál na tento nástroj.
Hadžibekovova opera měla i nepřátele. Byli jimi místní mulláhové a konzervativní místní úřady tzv. „koči“. Podle některých údajů byl Sarabskij po premiéře opery dokonce napaden z příkazu místního mulláha. V pamětech vydaných v roce 1930 Sarabskij píše:
| „ | …Po tomto představení mne mnozí začali oslovovat jako Medžnuna. Vážil jsem si tohoto jména, pyšnil jsem se jím. Lidé, kteří mne dříve na ulici míjeli s úsměškem, mne teď přijímali s úctou a láskou … | “ |

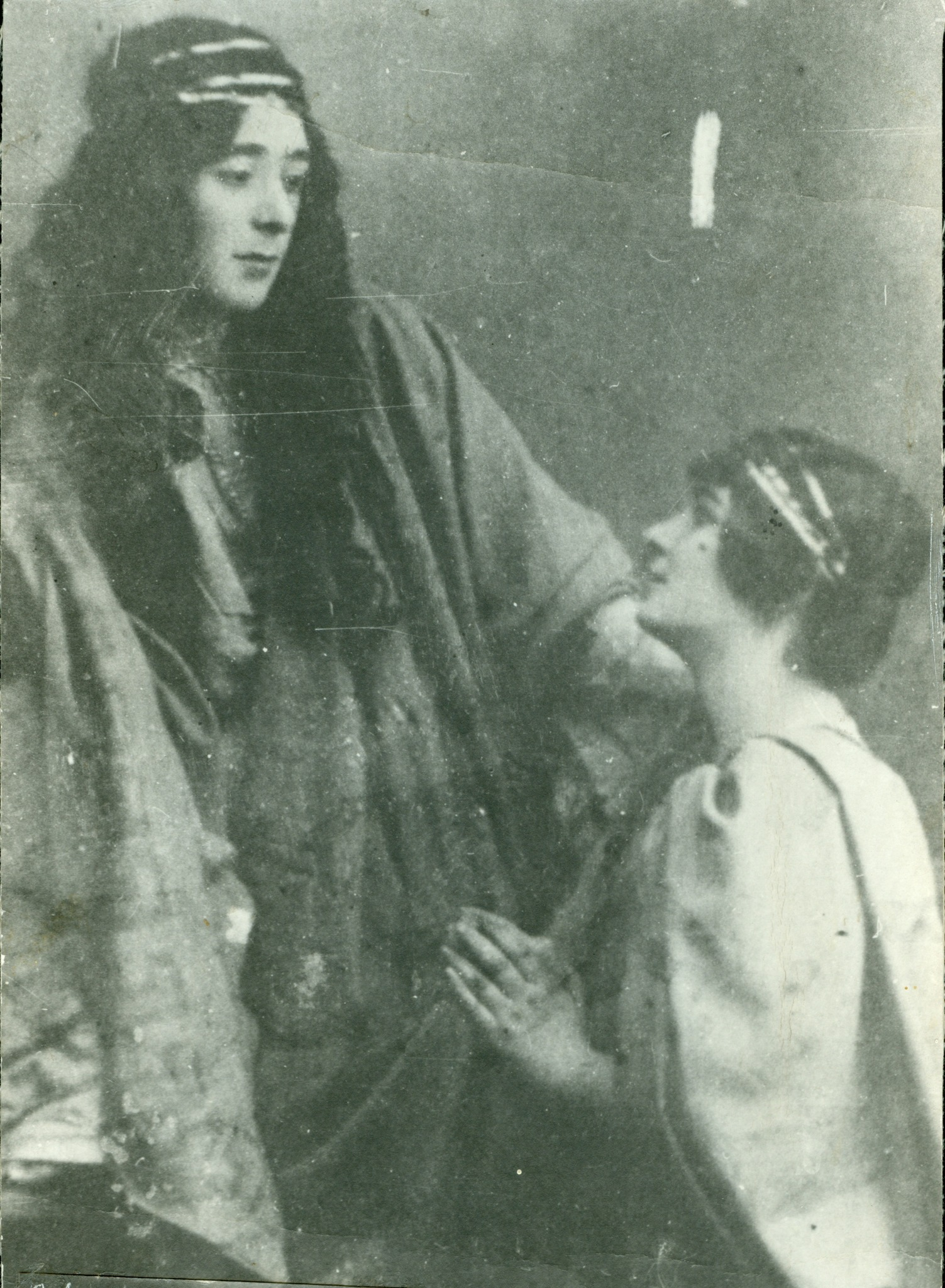
Ahmed Agdamskij v roli Lejli

Mezi účinkujícími v opeře nebyl Hadžibekov jediným neprofesionálem. Tak například první představitel Medžnuna Husejnkuli Sarabskij pracoval ve vodárně nedaleko od hostince Tebriz, kde žil Uzeir Hadžibekov. Jednou prý slyšel, jak si mladík prozpěvuje při práci. Zanedlouho jej pak Hadžibekov angažoval na hlavní roli Medžnuna.
Z praktického hlediska obtížnou úlohou se ukázalo nalézt představitele role Lejli. V souladu s islámskou tradicí nebylo muslimkám povoleno vystupovat na divadle. Hadžibekov také nemohl pustit na scénu ruskou herečku, protože by neuměla správně hrát a zpívat mugamy. Tehdy ke hraní role Lejli přesvědčili mladého učně z čajovny Abdurrahmána Faradževa. Hadžibekov slyšel Faradževa poprvé v čajovně, pozval jej do divadla a přidělil mu úlohu Lejli. Sarabskij ve své knize Staré Baku píše o tom, jak přemlouvali Faradževa, aby v této roli vystoupil, a slibovali mu, že se o tom nikdo nedozví, s jakou námahou od něj získali souhlas a nalíčili ho. Ve druhém představení Faradžev odmítl vystoupit z důvodu nátlaku nepřátel divadla. Tehdy Hadžibekovův bratranec Badalbek Badalbejli, který také v těchto letech hrával Medžnuna, přemluvil k ztělesnění Lejli svého bratra Ahmeda Agdamského (Əhməd Ağdamski). Následně hrál Agdamskij v Hadžibekových dílech takové ženské role jako Asli v Asli a Keram, Gülnaz v Když ne ta, tedy ta, Gülčochra v Aršin mal alan, Minnat chanum v Muži a ženě, Tachmina v Rustamovi a Zochrab a Churšud Banu v Šachu Abbasovi a Churšud Banu. První ženy v úloze Lejli se objevily na scéně až v polovině 20. let 20. století.
Opera Uzeira Hadžibekova Lejli a Medžnun položila základ ázerbájdžánské opeře. Hadžibekov se stal zakladatelem žánru mugamové opery. Později vzpomínal:
| „ | V té sobě jsem já, autor opery, znal jakési základy hudebního zápisu, ale neměl jsem žádnou představu o harmonii, kontrapunktu, hudebních formách... A přesto byl úspěch Lejli Medžnuna veliký. To lze dle mého mínění vysvětlit tím, že ázerbájdžánský lid už čekal na to, až se na jevišti objeví jeho, ázerbájdžánská opera, a v Lejli a Medžnunovi se stýkaly pravá lidová hudba a oblíbený klasický námět. | “ |

Uzeir Hadžibekov si zvolil za námět známou báseň Füzuliho a za výchozí materiál žánry lidové hudby, což značně usnadnilo přijetí díla muslimskou společností. V první redakci opera sestávala z 5 dějství a 6 obrazů, v pozdější ze 4 dějství a 6 obrazů. V roce 1920 byly do opery připsány nové tance ve scéně svatby Ibn Salama.

### Další inscenační historie

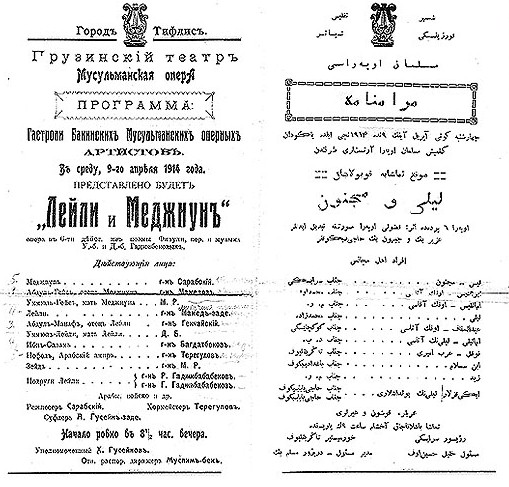
Program k představení opery v Tbilisi 4. (22.) dubna 1914

Po třicet let od své premiéry se Lejli a Medžnun hrála každou sezónu. Operní představení se odehrávala v přeplněném sále (z čehož Hadžibekov po finanční stránce nic neměl, neboť musel svou operu hned na začátku prodat za pakatel). Časopis Игбал ve vydání ze dne 27. listopadu 1912 psal:
| „ | Okamžitě se stalo jasným a zřejmým, jak moc muslimský lid miluje hudbu, když vidíš divadlo přeplněné diváky, z nichž mnozí přijeli do Baku z Derbentu, Kuby a jiných kavkazských měst zvlášť proto, aby uviděli operu Lejli a Medžnun. | “ |

Po Baku, již za pět let po premiéře, byla v roce 1913 opera provedena ve skladatelově rodné Šuše. Podle vyprávění samotného H. Sarabského, který hrál roli Medžnuna, už několik dní před začátkem byly vstupenky na obě plánovaná představení vyprodány, ale lidí, kteří se snažili operu spatřit, bylo stále mnoho. Sarabskij vzpomíná:
| „ | Mnozí se chtěli dostat na představení tak, že místo vstupenky podávali biletářům 5 i 10 rublů. Všechna místa jsou vyprodána, — říkali jim. O tom nechceme slyšet! Chceme se dostat do divadla; tady máte peníze — odpovídali oni. Ředitel divadla byl tak zmatený, že nevěděl, co dělat. Obrátil se na mne o radu. Řekl jsem mu: Otevřete okna, aby slyšeli všichni. Opona se zvedla, sbor zapěl „Šebu-chidžiran“. Zavládlo slavnostní ticho. | “ |

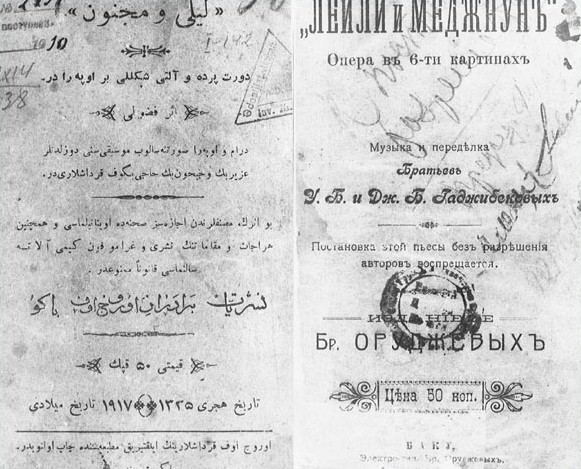
Knižní vydání opery v Baku v roce 1917

První představení opery za hranicemi Ázerbájdžánu se konalo v Tbilisi roku 1914. Ještě v předrevolučních letech hráli ázerbájdžánští herci operu v dalších městech Zakavkazí, Střední Asii (v prosinci roku 1916 v Taškentu) a v Íránu. Po roce 1917 byla opera nastudována nebo hostujícími soubory předváděna na scénách mnohých měst regionu, například v Rusku (Moskva a Petrohrad 1917, dagestánská Machačkala 1945, Kazaň 1953), na Ukrajině (Kyjev 1952, v Íránu (Tabríz 1945), v Turecku (Istanbul 1952), v Gruzii, v Uzbekistánu nebo v Turkmenistánu, roku 1925 v Paříži a roku 1952 v Pekingu. Pod vlivem opery Lejli a Medžnun napsal íránský demokratický básník Mirzade Ešgi v roce 1916 Rastachize šahrijarane (Vzkříšení íránských šáhů), která je považována za první íránskou operu. I jedna z prvních uzbeckých oper, Lejli a Medžnun Reinholda Glièra a Taliba Sadykova, poprvé uvedená v roce 1940, byla napsána na námět téže arabské legendy a její hudební materiál obsahuje prvky folklórní tvorby, včetně makomů (uzbecká obdoba mugamů). Muzikolog Semjon Lvovič Ginzburg roku 1946 napsal:
| „ | Zkušenosti předních činitelů ázerbájdžánského divadla …, kteří na základě spojení lidové tradice s výdobytky ruské kultury stvořili první národní operu Lejli a Medžnun, měly obrovský vliv na uzbeckou inteligenci a vzbudily nepotlačitelné přání vidět obdobná uzbecká díla. | “ |

V letech 1945–1946 napsali ukrajinský skladatel Julij Mejtus a turkmenský skladatel operu Lejli a Medžnun na turkmenské libreto, měla premiéru roku 1946 a je dosud v Ašchabadu hrána. Roku 1969 napsal balet Lejla a Medžnun také ázerbájdžánský skladatel Kara Karajev.

Žánr mugamové opery, který byl tímto dílem založen, pak Hadžibekov dále rozvíjel ve svých následujících operách (Šejch Zenan 1909, Rustamovi a Zochrab 1910, Šach Abbas a Churšud Banu 1911, Asli a Keram 1912, Harun a Lejla 1915); ve své vrcholné opeře Kör-ogly (vzniklé v letech 1932–1936) se však pokoušel tento model překonat a přenést základní charakteristiky ázerbájdžánské hudby do operního celku celkově a ne jen formou citátu. V rozvoji původního žánru pokračovali například Muslim Magomajev (Šach Ismail, 1919) nebo v novější době Šafira Achundova (Skála nevěst, 1972).
Nové inscenace Lejli a Medžnuna v Ázerbájdžánském divadle opery a baletu v Baku realizovali režiséři Soltan Dadaşov (1935, 1958), Mehdi Məmmədov (1955, 1976), Firudin Səfərov (1994). V hlavních rolích vystupovali mimo jiné Əliövsət Sadıqov, Hüseynağa Hacıbababəyov, Əbülfət Əliyev, Bəkır Qaşımov, Qulu Əsgərov, Canəli Əkbərov, Arif Babayev, Alim Qasımov (jako Medžnun), Sürəyya xanım Qacar, Həqiqət Rzayeva, Gülxar Həsənova, Rubaba Muradova, Sara Qədimova, Zeynəb Xanlarova, Nərminə Məmmədova, Səkinə İsmayılova, Qəndab Quliyeva (jako Lejli). Opera se hrála často v přepracované čtyřaktové verzi (1. a 2. dějství se staly dvěma obrazy jediného dějství a pořadí 3. a 4. dějství bylo převráceno).

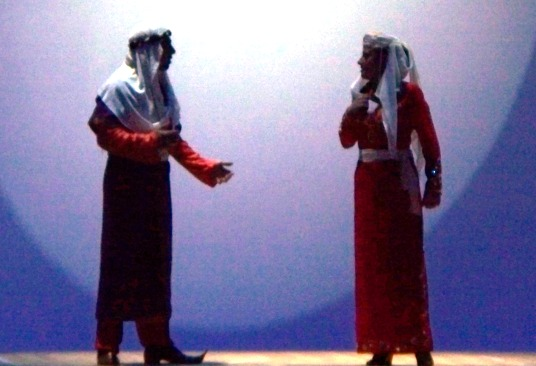
Scéna z představení opery v paláci Hejdara Alijeva v Baku, 25. března 2009

Libreto opery bylo vydáno poprvé v roce 1912 v Baku nakladatelstvím bratří Orudževových. Klavírní výtah byl vydán roku 1959 a partitura roku 1983, přičemž hlavním redaktorem byl skladatel Kara Karajev (Qara Qarayev), redaktorem a autorem nové orchestrální redakce byl skladatel Nazim Aliverdibekov (Nazim Əliverdibəyov), předmluvu a komentáře napsala hudební vědkyně Zemfira Safarova (Zemfira Səfərova).
V roce 2008 se na základě rozhodnutí prezidenta Ázerbájdžánské republiky Ilhama Alijeva v zemi oficiálně slavilo sté výročí premiéry Lejli a Medžnuna. V témže roce bylo sté jubileum opery vzpomínáno i v rámci UNESCO. Bylo odhadnuto, že do té doby (tj. do roku 2009) byla opera hrána více než 20 000krát. 23. listopadu 2008 se v Dauhá konala v rámci projektu „Hedvábná stezka“ světová premiéra multimediálního aranžmá opery Lejli a Medžnun v provedení souboru sestaveného violoncellistou Yo-Yo Ma za účasti západních i východních hudebníků.
V následujícím roce Yo-Yo Maův projekt pokračoval v řadě měst Spojených států amerických a Kanady (Boston, Toronto, Providence, Chicago, Washington, Ann Arbor, Minneapolis). V orchestru byly využity tradiční východní hudební nástroje a účastnili se ho i známý zpěvák mugamu Alim Qasımov a jeho dcera Fərqanə Qasımova. Konzultantkou projektu byla etnomuzikoložka a profesorka University of Indiana a Bakuské hudební akademie Aida Huseynova.
15. března 2011 měla premiéru nová inscenace na scéně Ázerbájdžánského divadla opery a baletu v rámci II. mezinárodního festivalu „Svět mugamu“. Režisérem a scénografem byl Rafiz İsmayılov, Leili zpívala Nəzakət Teymurova a Medžnuna Mənsum İbrahimov. V následujícím roce hlavní představitele nahradili Səbuhi İbayev a Lalə Məmmədov. 10. listopadu 2012 byla opera poprvé hrána v San Franciscu. Role Lejli a Medžnuna ztělesnili Vusalja Musajeva a Ilkin Achmedov. Pěvce doprovázel Imamjar Hasanov (na kjamanču) a Rufat Hasanov (na tar), jakož i orchestr sestávající z čínských, indických, jihokorejských a amerických hudebníků.

## Osoby a první obsazení

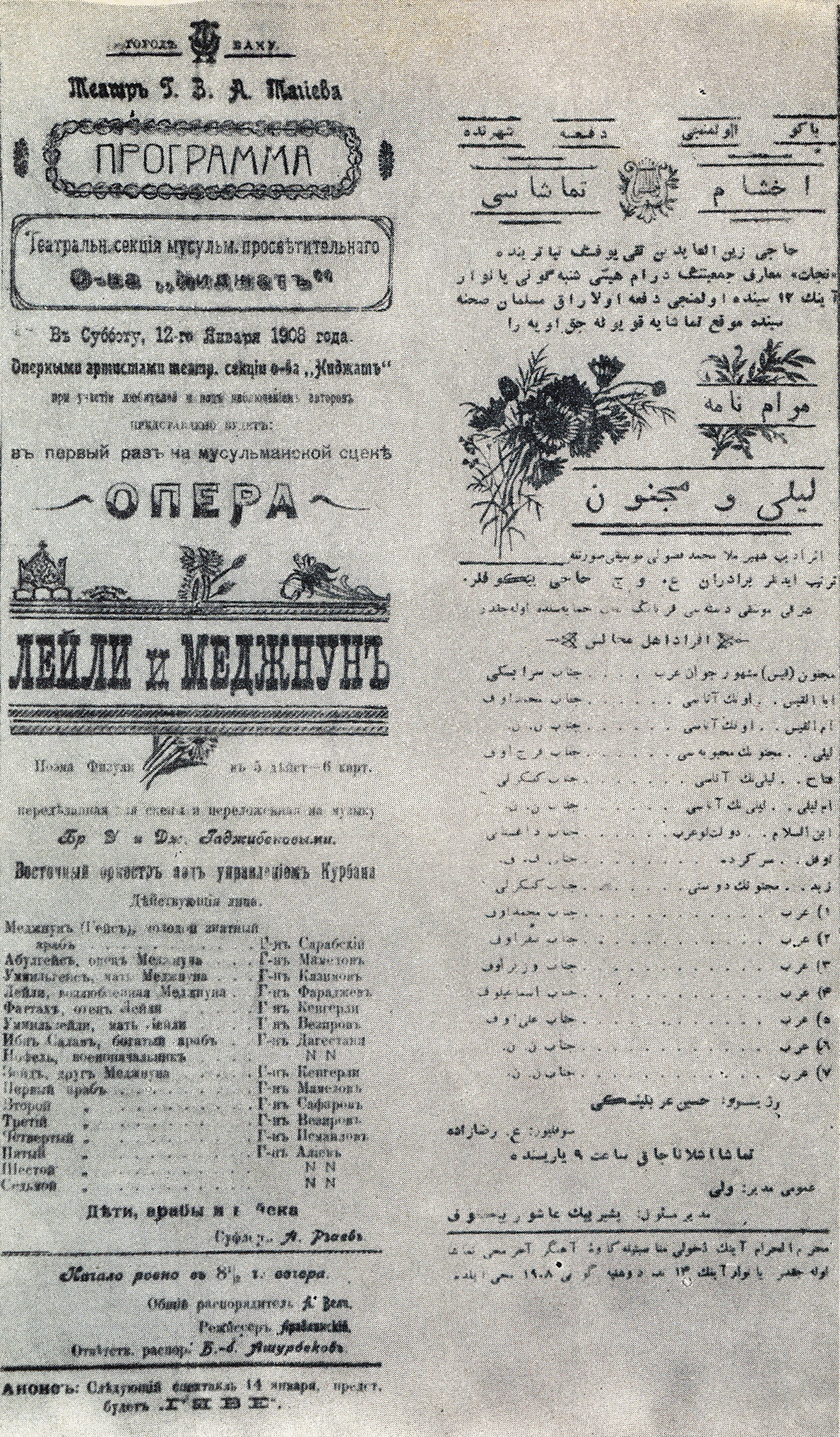
Program k premiéře opery v roce 1908

## Osoby
| Postava                                                 | Hlasový obor                 | Obsazení premiéry (25. 1. 1908)  |
| ------------------------------------------------------- | ---------------------------- | -------------------------------- |
| Gejs, zvaný též Medžnun (Qeys/Mǝcnun), mladý učený Arab | lyrický tenor                | Husejnkuli Sarabskij             |
| Abulgejs, Medžnunův otec (Mǝcnunun atası)               | tenor                        | Mirza Muchtar Mamedov            |
| Ummilgejs, Medžnunova matka (Mǝcnunun anası)            | kontratenor / soprán         | Mirmachmud Kjazimov              |
| Lejli (Leyli), Medžnunova milá                          | kontratenor / lyrický soprán | Abdurrachman Faradžev            |
| Fattach, Lejlin otec (Leylinın atası)                   | baryton                      | Imran Kasumov (Kengerli)         |
| Ummillejli, Lejlina matka (Leylinın anası)              | kontratenor / mezzosoprán    | Dž. Vezirov                      |
| Ibn Salam (Ibn Sǝlam), bohatý Arab                      | tenor                        | Džechun Hadžibekov (Dagestani)   |
| Nofel (Novfǝl), arabský vojevůdce                       | baryton                      | Džechun Hadžibekov (Dagestani)   |
| Zejd (Zeyd), Medžnunův přítel                           | tenor                        | Imran Kasumov (Kengreli)         |
| První Arab                                              | tenor                        | Mamedov                          |
| Druhý Arab                                              | tenor                        | Safarov                          |
| Třetí, čtvrtý, pátý, šestý a sedmý Arab                 |                              | V. Vezirov, Ismailov, Alijev aj. |
| Svatebčané, lovci, hosté, školáci a školačky, vojáci    |                              |                                  |
| Dirigent:                                               | Dirigent:                    | Abdurrahim-bek Achverdijev       |
| Režie:                                                  | Režie:                       | Husejn Arablinskij               |
| Choreograf:                                             | Choreograf:                  | Bachram Vezirov                  |

## Děj opery

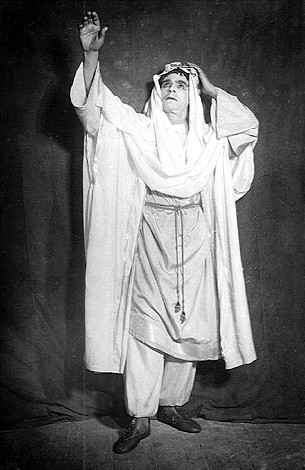
Husejnkuli Sarabskij v úloze Medžnuna v roce 1920

(Děj podle publikované partitury (1984). V textu jsou uvedeny autorské hudební pasáže – označené čísly – a předepsané mugamy.)
Předehra a prolog-sbor: Şǝbi hicran yanar canım.

### 1. dějství
Gejs na trávníku před školou čeká, až vyjde Lejli (1. instrumentální mugam Mahur-Hindi, zpěv Gejse Yandı canım hicr ilə, vəsli-ruxi-yar istərəm). Konečně se Lejli objeví (týž mugam, zpěv Eşq daminə giriftar olalı zar olubam). Nejprve se zdraví: Gejs náruživěji, Leili zdrženlivěji (mugam Şikəsteyi-Fars, zpěv Gejse Gördüm ol xurşidi-hüsnün ixtiyarım qalmadı a Lejli Yar hali-dilimi zar bilibdir, bilirəm). Gejs dívce vyznává lásku a tato láska je vzájemná, i Lejli se přiznává, že Gejse miluje (mugam Segah, zpěv Gejse a Lejli Paybənd oldum səri-zülfi-pərişanın görüb a č. 2 – jejich duet Ah, eylǝdiyim servixu ramanın ücündür). V odpověď na svá vyznání slyší hrdinové hlas sboru, který je oba varuje před trestem rodičů za neposlušnost (č. 3 – sbor Ah görün bu azğinlar dǝrsdǝn ğaçıbne edilǝr). Lejlini přátelé shledávají její chování nepřístojným a spěšně ji odvádějí. Gejs zůstává sám.
Přichází Gejsův otec a vyptává se syna, proč je tak nepokojný a smutný; syn se mu přiznává, že je zamilován (mugam Çargah, zpěv otce Ey bülbüli-bustani-bidad a zpěv Gejse Ey piri-şikəstə halü-naşad). Matka Gejsovi nabízí, že mu rodiče najdou vhodnou nevěstu, ale Gejs tvrdí, že se již zamiloval do jedné určité dívky – Lejli (mugam Müxalif, zpěv matky Ey rahəti-canü nuri-didə! a zpěv Gejse Ey ruhi-rəvanım ata, ana!) Gejs žádá, aby k ní rodiče vypravili námluvčího. Vypráví jim, že ho láska zbavuje rozumu a stává se „Medžnunem“, zamilovaným bláznem (č. 4 – tercet Durun gedǝk evimizǝ). Pod tímto argumentem jeho otec slibuje, že půjde synovým jménem požádat o Lejlinu ruku (mugam Müxalif, zpěv Can vermə qəmi-eşqə ki, eşq afəti-candır).

### 2. dějství
Druhé dějství začíná sborem dívek, zastupujících veřejné mínění. Ty vyčítají Lejlině matce, že pouštěla dceru do školy, protože se o ní šíří pověst, že se zamilovala bez svolení rodičů (č. 5 – sbor Leylini qoyma mǝktǝbǝ getsin). Lejli se vrací a matka ji konfrontuje s pověstmi, které se k ní donesly, ale Lejli tvrdí, že ničemu nerozumí a že je poslušnou, prostoduchou dívkou (střídavě mugamy Simai-Şəms a Hicaz, zpěvy matky a Lejli Oldum bu xəbərlə mən pərişan). Nakonec jí matka zakáže nadále navštěvovat školu, protože se to pro cudnou dívku nehodí. Lejli se zhrozí, připomíná, že ji rodiče do školy sami posílali, a s pláčem prosí matku, aby zákaz odvolá (mugam Sarənc a zpěv Lejli Mən məktəbə rəyim ilə getmən).
Lejli a její matka zacházejí do domu, přichází Lejlin otec se skupinou Arabů. Ti mu vyprávějí o tom, že se sem chystá na námluvy Gejsův otec Abulgejs, ale radí mu, aby dal zápornou odpověď. Abulgejsův syn je Medžnun, blázen, kterému se všichni smějí, žádný vhodný ženich a zeť (mugam Şur a zpěv dvou Arabů İndi gələcək bura Əbül-Qeys, č. 6 – sbor Verme, verme).
Přicházejí Medžnunovi námluvčí v čele s jeho otcem. Ten obřadně přednáší jménem svého syna žádost o Lejlinu ruku, ale Lejlin otec opakuje, co se o Medžnunovi povídá, a žádost rozhodně odmítá (mugam Şur, zpěv Medžnunova otce Ey qədrlə qibleyi-qəbail! a zpěv Lejlina otce Ey qovm içində bir xirədmənd!). Gejs-Medžnun je zdrcen (mugan Kürd-Şəhnaz, zpěv Yarəb, bəlayi-eşq ilə qıl aşina məni). Sbor Medžnunových námluvčích za něj ještě přimlouvá, ale Lejlin otec odmítá ještě rozhodnějšími a urážlivějšími slovy (č. 7 – sbor Ey ǝrǝb, sǝn bizi moyus etmǝ). Po odchodu ostatních Lejlin otec zpívá o své představě ženicha pro jeho dceru (mugam Şur a zpěv Nəslilə olur bəqayi-insan).
V tom se blíží jiný houf námluvčích. I oni žádajíc o Lejlinu ruku, ale jménem bohatého Ibn Salama (č. 8 – sbor Ali cahani bilibgǝlmişik zi yarǝtǝ, zpěv Lejlina otce Xoş gǝldiz sǝfa gǝldiz a zpěv Ibn Salama Indi sǝn mǝnǝ oldun). Tentokrát dává Lejlin otec kladnou odpověď. Spokojeně zachází do domu, zatímco Lejli, která se právě o dohodnutém sňatku dozvěděla, si zoufá (mugamy Zəmin-Xara a Qatar, zpěv Fələk ayırdı məni cövr ilə cananımdan) a omdlévá.

### 3. dějství
Nastává den svatby Ibn Salama a Lejli (č. 9 – Introdukce). Hosté slaví a přejí štěstí mladému páru (č. 10 – sbor hostí  Xoşbǝxt ol! a tanec). Zejd, přítel Medžnunova otce, milenci radí, aby se pokusil zapomenout (mugam Rast, zpěv Dün əxtəri-bəxtin buldu tirə) Nakonec novomanželé zůstávají o samotě. Lejli je v rozpacích a na naléhání manžela přiznává, že stále ještě miluje Medžnuna. Prosí Ibn Salama, aby ještě počkal a doufal, že tato láska brzy pohasne (č. 11 – duet Leyli, Leyli bu odlu sǝs – Ibni Sǝlam, qoy doğrusun). V tomto okamžiku je slyšet slabý hlas Medžnuna, který se poblíž nich objevuje jako stín (mugam Şüştər, zpěv Qeyr ilə hər dəm nədir, seyri-gülüstan etdiyin?). Ibn Salam stojí na místě, Lejli padá do mdlob. Sluhové opatrně odnášejí blázna pryč (č. 12 – sbor  Mǝcnun, Mǝcnun dur gǝdǝk).

### 4. dějství

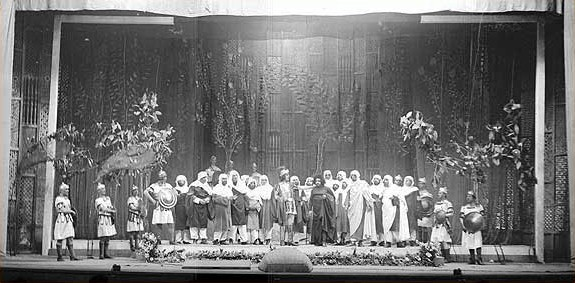
Scéna „Po boji“, rok 1935. Výprava Rustam Mamed-ogly Mustafajev

Medžnun, žalem zcela zbavený rozumu, odešel do pustiny v horách a myslí jen na Lejli (č. 13 – introdukce; mugam Bayatı-Şiraz a zpěv Fəzayi-eşqi çün gördüm, səlahi-əqldən durəm). Hory – představované dívčím sborem za scénou – chápou Medžnunovu bolest a volají s ním Lejli (č. 14 – sbor Bu gǝlǝn yara bǝnzǝr). Medžnun jim za to děkuje (mugam  Bayatı-Kürd a zpěv Ey güşənişini-pakdamən! apostrofující hory).
Přichází Medžnunův otec, který hledá a nachází syna, ptá se ho, co se mu stalo, a přemlouvá ho k návratu (mugam Rast, zpěv Ey cövhəri-canımın həvası). Ale Medžnun ho nepoznává a odmítá ho: ať mluví o Lejli, nebo ať mlčí (mugam Rast, zpěv Söylə görüm, ey mənə verən pənd). Jde kolem skupina Arabů a ptá se Medžnunova otce, co se s mladíkem stalo. Ten jim vypráví, že syn je nemocen a že není lékař, který by jej vyléčil. Arabové radí modlitbu (č. 15 – sbor Söylǝ bir görǝk). Ale podle Medžnuna pro něj není žádného léku (mugam Əraq, zpěv Eşq dərdi, ey müalic, qabili-dərman deyil).
Přichází též slavný vojevůdce Nofel se svými vojáky a jat soucitem s mladíkem ptá se i on, co se mu stalo. Lidé vysvětlují, že Medžnun ztratil rozum z nešťastné lásky k Lejli. Nofel se mu rozhodne pomoci, dodává mu naděje a odvahy a píše poselství Lejlinu otci, aby dal dívku Medžnunovi (č. 16 – Scéna Nofela se sborem a jeho rozhovor s Medžnunem Ey xǝste, nǝdir bu… Vǝhşi nǝ bilir sǝnin mǝqamın? … Ey Nofel, mǝlumdur). Medžnun ale ani v jeho pomoc nemá důvěru (mugam Kabili, zpěv Şükr eylərəm, ey yeganeyi-əhd!).
Když se vracejí poslové s odpovědí od Lejlina otce, ukáže se, že ani Nofelova intervence s ním nepohnula: Lejli prý není pro hlupáka. Nofel chce spor vyřešit zbraní a Lejlin otec se dostaví se svým oddílem (č. 17a – sbor  Bu mǝktub çatacaq). Ten se s Nofelovými bojovníky dává do boje, zatímco Medžnun touží jen po setkání s Lejli, ať už klání dopadne jakkoli (mugam Kabili, zpěv Ey Nofəl, mən fədayi-yarəm). V prudkém boji je vojsko Lejlina otce a Ibn Salama poraženo, ale když na Nofelovu výzvu o vydání dívky poražený odpovídá, že Lejli je již provdána, uznává i Nofel, že Medžnunovi nelze pomoci (č. 17b – scéna boje).

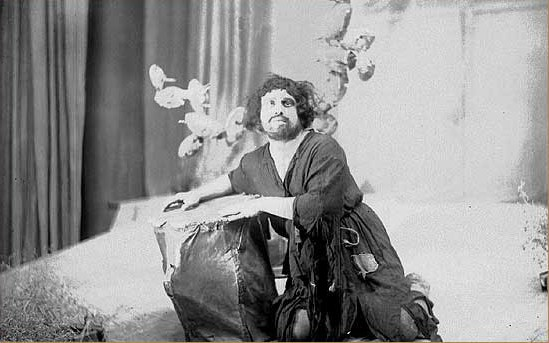
Scéna ze 4. dějství opery (Medžnun na poušti). Konec 20. let 20. století

### 5. dějství

#### 1. (5.) obraz
V domě Ibn Salama panuje smutek (č. 18 – mezihra na téma mugamu Arazbâre). Lejli chřadne žalem. Ibn Salam se jí vyptává na příčinu jejího chladu k němu (mugam Osmanlı, zpěv Pərişan halın oldum, sormadın halipərişanım). Ale ve skutečnosti ji tuší, a když si Lejli stěžuje na svou trýzeň, odvětí jí, že je sama vinna tím, že myslí jen na Medžnuna, a nikdo jí nedokáže pomoci (č. 19 – duet Ey mǝnǝ qǝmxar olan). Zklamaný Ibn Salam odchází. Lejli volá svého milence (mugam Segah, zpěv Gəl, ey Məcnun, Leyliyəm al canımı). Náhle se před Lejli objevuje Medžnun jako stín bez těla. Hořce Lejli vyčítá, že jej zradila, zničila jeho život, přinesla mu utrpení a žal (árie Leyli, ey bivǝfa Leyli). Zapomenuvše na svou nemoc, vrhá se Lejli do náručí svého milého, ale ten ji nepoznává a hledá a volá svou dřívější, čistou lásku (mugam Xaric Segah, zpěv Sən Leyli deyilsən, ey pərizad). Lejlino srdce to nemůže unést a dívka umírá v náručí Ibn Salama.

#### 2. (6.) obraz
(Č. 21 – Introdukce) Medžnun ve své pustině teskní (zpěv Sındırdı çərx zülm ilə balu pərim, haray!) Zejd zpravuje Medžnuna o Lejlině smrti (zpěv Ey şiyfteyi-şikəstətale!). Ten odchází hledat její hrob (zpěv Netdim sənə, qəsdi-canım etdin!).
Medžnun přichází k Lejlinu náhrobku (mugam Şüştər). Nyní budou navždy spolu. Zoufalý Medžnun klesá na hrob milované a umírá (zpěv Aşiq odur kim, qılır canın fəda cananına ). Opera končí závěrečným sborem Arabů (č. 22 – Ey bikǝsi biçarǝ qalan).

## Charakteristika libreta

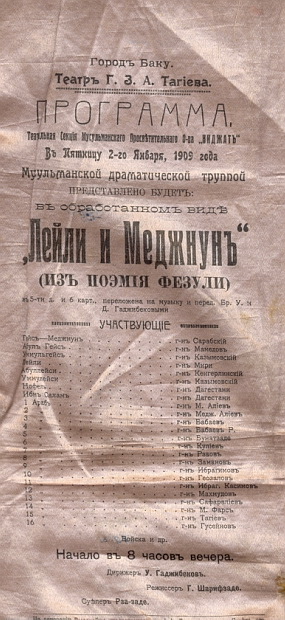
Program opery z roku 1909

Opera byla napsána na námět básně Lejli a Medžnun básníka Muhammada Füzuliho. Füzili zase ve své básní využil námět arabské legendy, která je poprvé doložena ve 12. století v básni klasika perské poezie Nizámí Gandževího Lejli a Medžnun. Poté se k tomuto tématu obrátilo přes padesát dalších básníků, například Amír Chosrau Dihlaví, Imádí, Ališír Naváí, Mauláná Džámí, Čakerí a další.
Zdá se, že se Hadžibekov obrátil k Füzuliho básni především proto, že byla napsána v ázerbájdžánském jazyce a různé její úryvky odedávna využívali lidoví zpěváci při provádění mugamů. Právě to také umožnilo skladateli začlenit do libreta celou řadu veršů přímo z této básně. Do literárního textu opery skladatel vložil též samostatné gazely Füzuliho a lidové texty, mnohé části doplnil také sám.
Děj básně a libreta se v řadě věcí liší. Řada oddílů básně je zkrácena, například výklad o Medžnunově původu, jeho pouť do Mekky, pláč hrdiny u hroby Lejli, návštěva mladíka v přestrojení za žebráka ve stanu Lejlina otce atd. Dvě epizody básně – námluvy Medžnuna a námluvy Ibn Salama – následují v opeře bezprostředně jedna za druhou, což tvoří živý scénický kontrast ve druhém dějství. Avšak hlavní rozdíl mezi libretem a básní spočívá v tom, že Hadžibekov učinil drobné, ale významné změny v charakterech hrdinů a některých motivech zápletky. To se týká především obrazu Lejli, která je v básni spíše romanticky pasivní: skladatel v její postavě usiloval ztělesnit svobodomyslné snahy soudobých ázerbájdžánských žen. U Füzuliho Lejli před svým chotěm Ibn Salamem skrývá své city k Medžnunovi, přičemž svůj chlad k manželovi vysvětluje tím, že se do ní zamiloval džin – bájná bytost, která jí zakazuje milovat jiného. Naproti tomu Hadžibekovova hrdinka otevřeně přiznává Ibn Salamovi svou lásku k Medžnunovi.
Ale stejně jako v básni ani v opeře nebojují hrdinové aktivně za své štěstí. Pro ně, jak píše muzikoložka Elmira Abasova, není důležitý ani tak sám boj (Medžnun nepřijímá Nofelovy služby, odmítá sňatek s Lejli po smrti jejího muže), jako spíše pocit bezmezného odevzdání se čisté, ušlechtilé lásce. V této vlastnosti hrdinů se projevuje filozofický podtext básně.

## Charakteristika hudby

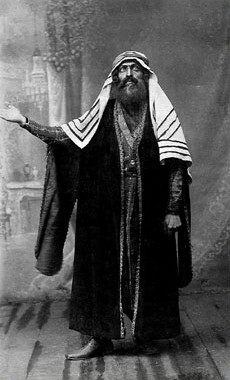
Dž. Pašajev v roli Medžnunova otce roku 1923

Lejli a Medžnun Uzeira Hadžibekova je první operou založenou na syntéze klasické operní hudby a ázerbájdžánského mugamu (tj. vokálních, instrumentálních nebo vokálně-instrumentálních tvarů, jejichž recitativní, písňový nebo taneční charakter je realizován improvizací a pro něž je určen základní melodicko-rytmický vzorec, který musí interpret naplnit konkrétním hudebním obsahem podle svého chápání role a své vlastní individuality). Při kompozici opery autor využil například mugamy Arazbâre, Heyrâti, Segâh, Mansuri, Chahargâh, Shur, Semâi Shams, Sarəng, Rast, Shushtar nebo Khârej Segâh. Operu Lejli a Medžnun lze co do žánru nazvat mugamovou operou, protože základní hudební materiál opery tvoří mugamy, nahrazující tradiční operní formy, jako jsou árie, arioso, recitativ, ansámbly (duet, tercet aj.). I postavy jsou charakterizovány pomocí mugamů. S jejich pomocí probíhá souběžně s rozvojem lyricko-epické stránky i celkový hudebně-dramatický rozvoj díla.
I velké závěrečné scény (finále) jsou stavěny na podkladu mugamů. Hadžibekov mugamy písemně nezachycuje. Party zpěváků (chanende) jsou vykonávány za doprovodu hráče na tar. V prvním dějství vyjadřuje radost vzájemného citu lásky Lejli a Medžnina nejsvětlejší lyrický mugam Segâh. Později v partech hrdinů, pochopivších tragičnost svého osudu, zní mugamy smutné, truchlivé povahy – Shur, Bayâti Shirâz aj. V partu Medžnunova otce, který se strachuje o osud svého syna, zní v prvním dějství mugam Chahargâh, vyjadřující úzkost a obavu. K charakteristice vojevůdce Nofela využívá Hadžibekov zerbi-mugam Heyrâti, který má rozhodnou, pochodovou povahu (první oddíl scény boje – jedna z epizod v partu Lejlina otce). Hadžibekov objevil nové výrazové možnosti mugamů tím, že je organicky začlenil do operního děje.
Autorská hudba Hadžibekova v opeře především sjednocuje mugamové scény. V některých případech ji představují ansámblové vokální části (například tercet Medžnuna a jeho rodičů v prvním dějství). Je napsána v duchu rengů, tesifů a lidových písní. Také sborové úseky, které plní rozličné funkce, zaujímají významné místo v hudební dramaturgii opery (sborový zpěv není součást ázerbájdžánské lidové tradice a tento prvek byl novinkou). Hrají významnou úlohu v odhalování duševních stavů hlavních hrdinů, charakterizaci prostředí a také jako komentář k jevištnímu dění a shrnutí událostí. Faktura většiny sborů je jednohlasá (v některých případech se melodie zdvojuje v terciích nebo sextách). Melodika vokálních partů se vyznačuje bohatými melismaty a figurační technikou.
Orchestrální doprovod opery se v počátečních verzích vyznačoval prostotou. Byl založen na strunných nástrojích (například doprovod na tar při zpěvu mugamů). V opeře se vyskytují uzavřená orchestrální čísla, jako je předehra, „arabský tanec“ (ke scéně svatby Lejli a Ibn Salama), mezihra (před posledním obrazem opery). Hadžibekov v opeře využil i klasické melodie ázerbájdžánských lidových písní (sbor přátel Lejli a Medžnuna Everli var chana-chana z prvního dějství; sbor děvčat a scéna „Medžnun na poušti“ (Bu gǝlǝn yara bǝnzǝr).

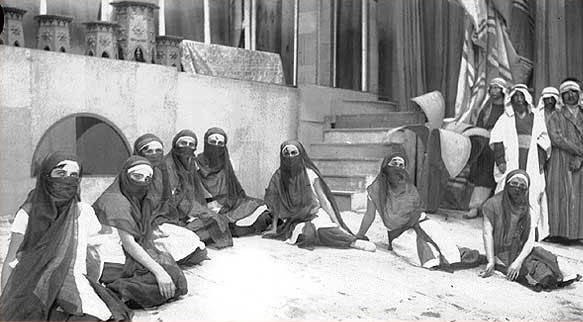
Sbor dívek ve scéně „Medžnun na poušti“ (4. dějství). Konec 20. let 20. století

Hudba opery se stala východiskem budoucích novátorských tendencí Hadžibekova v oblasti hledání nového národního kompozičního stylu především pomocí organického propojení národní modální intonační soustavy s durově-mollovou soustavou západoevropskou. S využitím prvků imitační polyfonie, jaké lze nalézt v mugamové tvorbě na základě zerbi-mugamu Arazbâre, složil Uzeir Hadžibekov takovou symfonickou skladbu, jako je mezihra před posledním obrazem opery. Tato mezihra se často hraje jako samostatná skladba a jako první příklad ázerbájdžánské symfonické hudby připravila půdu pro vznik symfonického mugamu.
Skladatel se k opeře ještě nejednou vrátil a zdokonaloval její hudební strukturu při zachování svérázného dechu jejího hudebního stylu a žánru. Ve 30. letech 20. století zamýšlel Uzeir Hadžibekov vypracovat novou redakci opery v souladu s požadavky doby (v té době byla řada starších hudebně-dramatických děl neruských národů Sovětského svazu na základě stalinistické estetiky a ideologie přepracovávána do monumentální velkooperní podoby). Přitom měl v úmyslu nahradit mugamové části klasickými operními formami. V této době napsal árii („žalobu“) Medžnuna Leyli, ey bivǝfa Leyli, která doplňovala part hlavního hrdiny opery, a také dodatečnou árii Abulgejse, Medžnunova otce Ey bülbülü busitani bidad. Poté však Hadžibekov dospěl k názoru, že by tyto úpravy narušily koncepci opery Lejli a Medžnun jakožto reprezentanta národní lidové hudby a že by měla zůstat mugamovou operou. Na rozdíl od Medžnunovy árie se Abulgejsova nyní nezačleňuje do představení, bývá však často zpívána odděleně. Dlouhá léta ji měl na repertoáru a zpíval na svých koncertech národní umělec SSSR, tenorista Bülbül.
Zejména v opeře Lejli a Medžnun Uzeir Hadžibekov poprvé dokázal organicky sjednotit tradice hudební kultury Východu a Západu a prakticky vyřešit otázku slučitelnosti těchto dvou hudebních soustav.

## Kritika

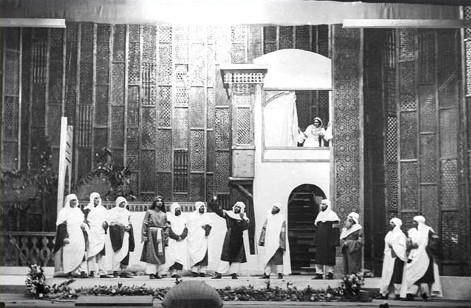
Scéna z 2. dějství (před domem Lejlina otce), druhé desetiletí 20. století

Sovětská muzikoložka Elmira Abasova zdůrazňuje, že hudební jazyk opery je velmi prostý a že v něm jsou činěny první kroky na cestě k zavedení některých jednoduchých složek skladatelské tvorby do rámce lidového umění. Slovy Abasové uskutečnil Hadžibekov syntézu ázerbájdžánských tónin se západoevropskou durově-mollovou tonalitou, přičemž používá originální harmonické prostředky vyplývající z národní modální struktury. Abasova označuje operu Lejli a Medžnun první experiment s obohacením národního stylu ázerbájdžánské hudby, založeného na ústní tradici, o jednotlivé prvky evropské hudební kultury.
Anglický historik Matthew O'Brien se domnívá, že nazývat Lejli a Medžnuna operou v tradičním západním smyslu tohoto slova je zcela nesprávné vzhledem k tomu, že dílo obsahuje dlouhé úseky tradičního ázerbájdžánského mugamu. Elmira Abasova a muzikolog Kubad Abdulla-ogly Kasimov v článku Узеир Гаджибеков — музыкант-публицист se rovněž domnívají, že opera Lejli a Medžnun ještě neodpovídala všem potřebám soudobé opery. Nicméně – podle těchto autorů – položila základy syntézy soudobých prostředků hudebního vývoje a svébytných rysů ázerbájdžánského národního lidového umění. Protože jejím podkladem je bohatý folklórní materiál (především mugamy a lyrické písně), stala se tato opera, jak se domnívají Abasova a Kasimov, prvním pokusem o „spojení staletých lidových hudebních tradic s obecně sdílenými formami hudebního umění“. Tímto způsobem vznikl nový žánr takzvané mugamové opery. Hudební vědci se rovněž domnívají, že Lejli a Medžnun poprvé přesněji definovala lidové zdroje, na nichž Hadžibekov formoval svou tvorbu, bezprostředně přivedla skladatele k aktivnímu porozumění intonačnímu a žánrovému svérázu ázerbájdžánské hudby a skutečně odkryla široké perspektivy tvůrčího využití hudebních pokladů nashromážděných během staletí.
Ázerbájdžánská muzikoložka Farach Alijeva se domnívá, že Uzeir Hadžibekov v opeře staví do popředí bohatý filozoficko-mystický základ Füzuliho básně. Podle jejího mínění hrdinové Hadžibekovovy opery přesto žijí v složitém a protikladném světě 20. století a sám autor uspořádal epizody básně do realistického dějového rámce. Alijeva zdůrazňuje význam interpretačního faktoru pro tuto operu a při tom poznamenává, že právě tím se projevuje subjektivní povaha mugamu jakožto její základní operní formy.

## Filmografie
V roce 1996 byl na základě opery tvůrčím kolektivem Ázerbájdžánské televize (AzTV) pod vedením režisérů Şamila Nəcəfzadəho a Nazimas Abbasa natočen dvoudílný operní film Lejli a Medžnun. Titulní role v inscenaci hráli Ümbülbanu Qulamova (zpívala Qəndab Quliyeva) a Aqil M. Quliyev (zpíval Mənsum İbrahimov). Hudbu hrál symfonický orchestr Divadla opery a baletu M. F. Achundova (dirigent Kazım Əliverdibəyov). V roce 2002 byl film představen na V. festivalu Čisté slzy v Petrohradě a režisér Şamil Nəcəfzadə získal cenu za obrazové řešení.
V roce 2013 byl na motivy opery za podpory Ministerstva kultury ázerbájdžánské republiky natočen nový film Lejli a Medžnun. Autorem scénáře a režisérem byl Mehdi Məmmədov, hlavní role hráli národní umělci Mənsum İbrahimov a Aygün Bayramova. Premiéra filmu se konala 17. března 2013 v Baku v kinosále Nizámí v rámci III. Mezinárodního festivalu Svět mugamu. Premiéře byli přítomni i francouzský herec Gérard Depardieu a filmový producent Arnaud Frilley.

## Diskografie
- 2001 Leyli and Majnun (CD, Uzeyir Hajibeyov - Classical Music of Afghanistan, vol. 6 and 7). Zpívají Zeynəb Xanlarova (Lejli) a Arif Babayev (Madžnun). Orchestr a sbor Ázerbájdžánského státního divadla opery a baletu řídí Kazim Aliverdibeyov.[50]